# Ketfo
Le ketfo (ou kitfo) est un plat éthiopien et érythréen de bœuf cru finement haché et mélangé avec une poudre épicée nommée mitmita et un beurre assaisonné, le niter kibbeh. 
Le kifto est souvent servi sur de l'injera, accompagné de fromage frais (ayib) et de légumes verts. Il peut être rapidement revenu à la poêle (leb leb). En Éthiopie et en Érythrée, il est particulièrement consommé à l'occasion des grandes fêtes.
Le mot ketfo vient de la racine éthio-sémitique k-t-f (« hacher finement, émincer »). 
Une préparation à base de chou vert haché est appelée gomen kitfo. 

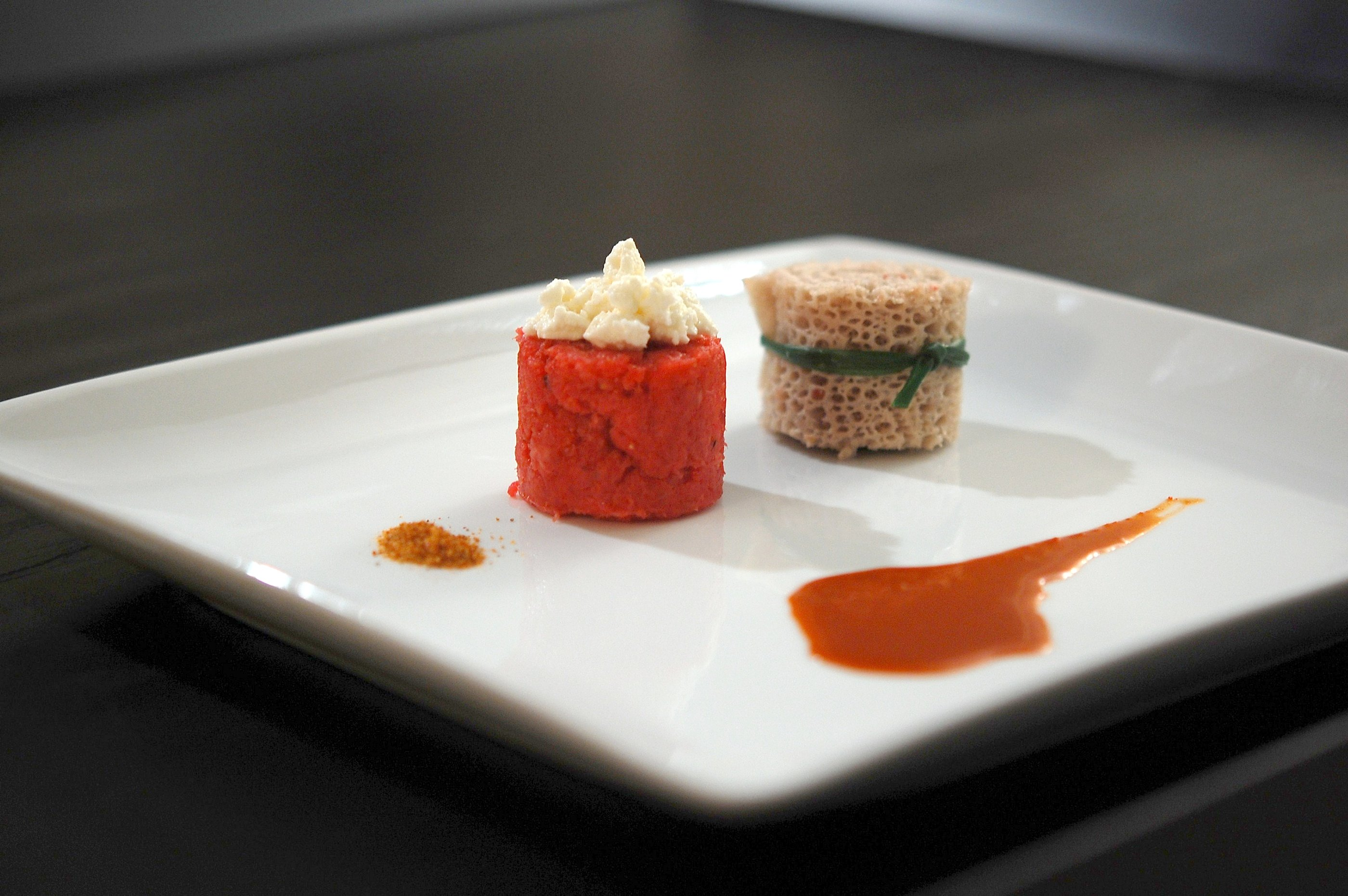
Version contemporaine : kitfo avec feta, injera, sauce piquante et mitmita.